# Слободан Кузмановски
Слободан Кузмановски бивши је југословенски рукометаш, и као репрезентативац Југославије — освајач златне и бронзане олимпијске медаље.
Рођен је 11. јуна 1962. године у Шапцу. Учествовао је на две олимпијаде, 1984. године у Лос Анђелосу и 1988. године у Сеулу.
На Олимпијским играма у Лос Анђелесу (1984. године) као члан југословенског рукометног тима освојио је златну медаљу. Одиграо је шест утакмица и постигао два гола.
Четири године касније као играч рукометне екипе Југославије на Олимпијским играма у Сеулу (1988. године) освојио је бронзану медаљу. Тада је одиграо четири утакмице и постигао седам голова.
Био је члан чувене генерације шабачке Металопластике која је освајала трофеје током осамдесетих.